# Антиюдаизъм
Антиюдаизмът е противопоставяне на юдаизма и евреите като негови последователи въз основа на религиозни аргументи. Автори като Хана Арент подчертават разграничението между антиюдаизма и формите на антисемитизъм, базирани на расови аргументи.